# St. Bernard (Ohio)
St. Bernard é uma cidade localizada no estado americano de Ohio, no Condado de Hamilton.

## Demografia
Segundo o censo americano de 2000, a sua população era de 4924 habitantes.

## Geografia
De acordo com o United States Census Bureau tem uma área de
4,0 km², dos quais 4,0 km² cobertos por terra e 0,0 km² cobertos por água.

## Localidades na vizinhança
O diagrama seguinte representa as localidades num raio de 8 km ao redor de St. Bernard.